# Соф'ян Шахед
Соф'ян Шахед (араб. سفيان شاهد, *нар. 18 квітня 1983, Західний Берлін) — туніський футболіст, захисник клубу «Ганновер 96».
Насамперед відомий виступами за клуб «Герта», а також національну збірну Тунісу.

## Клубна кар'єра
Народився 18 квітня 1983 року в Західному Берліні. Вихованець футбольної школи клубу «Герта» (Целендорф).
У дорослому футболі дебютував 2003 року виступами за команду «Герта» II, в якій провів три сезони, взявши участь у 56 матчах чемпіонату. У тому ж році почав грати за головну команду «Герти». Відіграв за берлінський клуб наступні шість сезонів своєї ігрової кар'єри.
До складу клубу «Ганновер 96» приєднався 2009 року. Наразі встиг відіграти за команду з Ганновера 62 матчі в національному чемпіонаті.

## Виступи за збірну
Вирішивши на рівні збірних захищати кольори своєї історичної батьківщини, у 2009 році дебютував у офіційних матчах у складі національної збірної Тунісу. Наразі провів у формі головної команди країни 4 матчі.